# Miroslav Kopal
Miroslav Kopal (ur. 17 stycznia 1963 w Jabloncu nad Nysą) – czeski narciarz klasyczny reprezentujący też Czechosłowację, specjalista kombinacji norweskiej.

## Kariera zawodnicza
W Pucharze Świata Miroslav Kopal zadebiutował 29 grudnia 1983 roku w Oberwiesenthal, zajmując 29. miejsce w zawodach metodą Gundersena. Pierwsze pucharowe punkty zdobył 24 marca 1984 roku w Štrbskim Plesie, gdzie był dziesiąty w Gundersenie. Nigdy nie stanął na podium zawodów tego cyklu, najwyższą lokatę zajmując 9 stycznia 1988 roku w Sankt Moritz i 16 stycznia 1988 roku w Le Brassus, gdzie zajmował czwarte miejsce. Najlepsze wyniki osiągnął w sezonie 1987/1988, kiedy zajął ósme miejsce w klasyfikacji generalnej.
W 1988 roku wystartował na igrzyska olimpijskie w Calgary, gdzie zajął indywidualnie siódme miejsce, a w sztafecie zajął szóstą pozycję. Na rozgrywanych sześć lat później igrzyskach w Lillehammer, gdzie nie ukończył rywalizacji w Gundersenie. Wielokrotnie startował na mistrzostwach świata, najlepszy indywidualny wynik osiągając podczas mistrzostw świata w Lahti w 1989 roku, gdzie był piąty w Gundersenie. Piąte miejsce zajął także w sztafecie na mistrzostwach świata w Falun w 1993 roku.
W 1996 roku zakończył karierę.

## Osiągnięcia

### Igrzyska olimpijskie
| Miejsce | Dzień     | Rok  | Miejscowość | Konkurencja             | Wynik zwycięzcy | Strata  | Zwycięzca           |
| ------- | --------- | ---- | ----------- | ----------------------- | --------------- | ------- | ------------------- |
| 6.      | 24 lutego | 1988 | Calgary     | Sztafeta K-90/3 × 10 km | 1:20:46,0       | +2:57,1 | RFN                 |
| 7.      | 28 lutego | 1988 | Calgary     | Gundersen K-90/15 km    | 38:16,8         | +1:32,5 | Hippolyt Kempf      |
| DNF     | 19 lutego | 1994 | Lillehammer | Gundersen K-90/15 km    | 39:07,9         | -       | Fred Børre Lundberg |

#### Mistrzostwa świata
| Miejsce | Dzień     | Rok  | Miejscowość   | Konkurencja             | Wynik zwycięzcy | Strata      | Zwycięzca           |
| ------- | --------- | ---- | ------------- | ----------------------- | --------------- | ----------- | ------------------- |
| 6.      | 18 marca  | 1984 | Rovaniemi     | Sztafeta K-90/3 × 10 km | 1189,46 pkt     | -73,24 pkt  | Norwegia            |
| 11.     | 14 lutego | 1987 | Oberstdorf    | Sztafeta K-90/3 × 10 km | 1261,94 pkt     | -118,36 pkt | RFN                 |
| 5.      | 18 lutego | 1989 | Lahti         | Gundersen K 90/15 km    | 37:10,7         | +3:48,1     | Trond Einar Elden   |
| 6.      | 24 lutego | 1989 | Lahti         | Sztafeta K-90/3 × 10 km | 1:24:21,7       | +4:21,6     | Norwegia            |
| 14.     | 7 lutego  | 1991 | Val di Fiemme | Gundersen K-90/15 km    | 41:00,6         | +3:22,7     | Fred Børre Lundberg |
| 5.      | 19 lutego | 1993 | Falun         | Sztafeta K-90/3 × 10 km | 1:19:25,7       | +11:09,4    | Japonia             |
| 38.     | 22 lutego | 1997 | Trondheim     | Gundersen K-90/15 km    | 43:43,1         | +6:40,6     | Kenji Ogiwara       |

#### Puchar Świata

##### Miejsca w klasyfikacji generalnej
- sezon 1983/1984: 29.
- sezon 1985/1986: 28.
- sezon 1986/1987: 30.
- sezon 1987/1988: 8.
- sezon 1988/1989: 17.
- sezon 1990/1991: 14.
- sezon 1992/1993: 32.
- sezon 1993/1994: 24.
- sezon 1994/1995: 17.
- sezon 1995/1996: 35.
- sezon 1996/1997: 35.

##### Miejsca na podium chronologicznie
Kopal nigdy nie stanął na podium zawodów PŚ.